# 찰스 브론슨

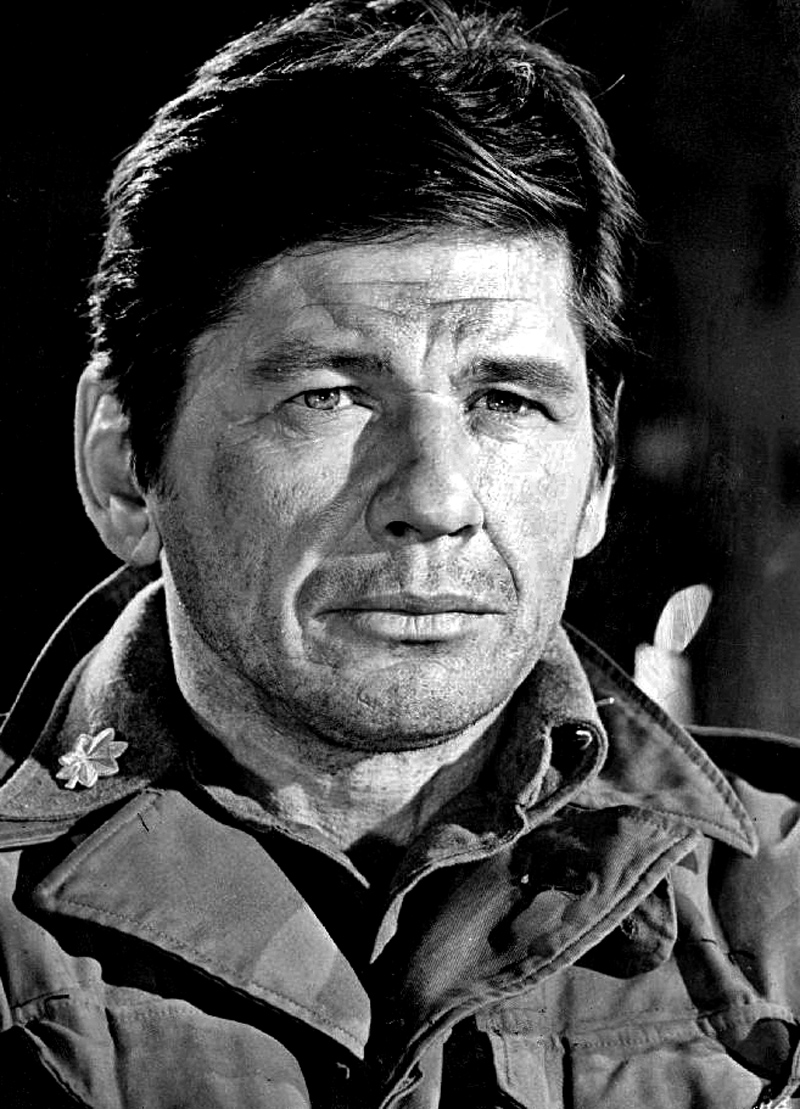
1966년의 찰스 브론슨

찰스 브론슨(Charles Bronson, 1921년 11월 3일 ~ 2003년 8월 20일)은 터프가이 이미지로 유명한 미국의 배우였다. 브론슨은 찰스 데니스 부친스키(Charles Dennis Buchinsky)라는 이름으로 펜실베이니아주에서 리투아니아계 광산 노동자 출신의 아들로 태어났다. 지난날 한때 미국 캘리포니아 말리부에서 잠시 유아기를 보낸 적이 있는 찰스 브론슨은 옛날 옛적 서부에서, 황야의 7인, 특공대작전, 대탈주, 빗 속의 방문객, 메카닉, 데스 위시 시리즈 등의 영화에 출연하였다.
그는 1951년에 영화 군중으로 데뷔하였으며 1971년에는 세계에서 가장 인기있는 배우로 선정되기도 하였다.

## 영화 출연
- 패밀리 캅스 (Family of Cops, 1995) - 폴 역
- 울프선장 (TV) (The Sea Wolf, 1993) - 울프 라슨 선장 역
- 인디언 러너 (The Indian Runner, 1991) - 로버츠 역
- 데스 위시 4 (1987)
- 욕망의 거리 (Act of Vengeance, 1986) - 족 야블론스키 역
- 데스 위시 3 (Death Wish 3, 1985) - 폴 역
- 죽음의 추적자 (Death Hunt, 1981)
- 마지막 우정 (The White Buffallow, 1977) - 와일드 빌 힉콕 역
- 텔레폰 (Telefon, 1977) - 그리고리 보르조브 역
- 투쟁의 그늘 (Hard Times, 1975)
- 브레이크아웃 (Breakout, 1975) - 닉 역
- 무명객 (QuelquUn Derriere La Porte, 1971) - 폴 역
- 레드 선 (Soleil rouge, 1971) - 링크 스튜어트 역
- 배신자 (De la part des copains, 1970) - 조 마틴 역
- 빗속의 방문객 (Le Passager de la pluie, 1969) - 해리 돕 역
- 빌라 라이즈 (Villa Rides, 1968) - 로돌프 피에로 역
- 친구여 안녕 (Adieu L'Ami, 1968)
- 옛날 옛적 서부에서 (Once Upon a Time in the West, 1968) - 하모니카 역
- 더티 더즌 (The Dirty Dozen, 1967) - 조셉 역
- 디스 프로퍼티 이즈 컨뎀드 (This Property Is Condemned, 1966) - 니콜스 역
- 대탈주 (The Great Escape, 1963) - 대니 벨린스키 역
- 황야의 7인 (The Magnificent Seven, 1960) - 베르나르도 오라일리 역
- 머신 건 켈리 (Machine-Gun Kelly, 1958) - 저지 머신건 켈리 역
- 런 오브 더 애로우 (Run of the Arrow, 1957)
- 아파치 (Apache, 1954) - 혼도 역
- 베라 크루즈 (Vera Cruz, 1954) - 피츠버그 역
- 밀랍인형의 집 (House of Wax, 1953) - 이고르 역